# Frieren – Pháp sư tiễn táng
Frieren – Pháp sư tiễn táng (Nhật: 葬送のフリーレン Hepburn: Sōsō no Furīren, Frieren tiễn táng), hay được gọi tắt theo tên nhân vật chính là Frieren, là một bộ manga Nhật Bản do Yamada Kanehito phụ trách phần cốt truyện và Abe Tsukasa đảm nhận công đoạn minh hoạ. Câu chuyện lấy bối cảnh ở thế giới sau khi tổ đội anh hùng đánh bại quỷ vương và trở về nhà. Nhưng; thời gian mà Frieren, một pháp sư elf sống lại lâu hơn rất nhiều các thành viên khác của tổ đội và dần thì các thành viên của tổ đội cũng mất đi. Trước khi Heiter – một tư tế qua đời; ông đã cố gắng giao Fern, một đứa trẻ mồ côi do ông nhận nuôi, cho Frieren chăm sóc. Cả hai sau đó đã tiếp tục con đường thu thập phép thuật và du hành đến phương Bắc, tìm kiếm Thiên đường Aureole – nơi an nghỉ của linh hồn và gặp lại dũng sĩ Himmel của tổ đội anh hùng để chào tạm biệt vị dũng sĩ một cách trịnh trọng, đồng thời bày tỏ nỗi lòng của mình.
Tác phẩm được đăng dài kỳ trên tạp chí Weekly Shōnen Sunday của Shogakukan từ tháng 4 năm 2020. Sau đó, phía nhà xuất bản đã biên soạn các chương truyện thành 14 tập tankōbon tính đến tháng 3 năm 2025. Phiên bản tiếng Anh của bộ truyện tại thị trường Bắc Mỹ do Viz Media phụ trách khâu cấp phép và phát hành. Còn tại Việt Nam, Nhà xuất bản Kim Đồng là đơn vị đảm nhận quá trình mua bản quyền, song song với việc ấn hành tác phẩm. Phiên bản anime truyền hình chuyển thể mùa đầu tiên do xưởng phim Madhouse chế tác hoạt họa đã lên sóng trên kênh truyền hình Nippon TV từ tháng 9 năm 2023 đến tháng 3 năm 2024. Crunchyroll chịu trách nhiệm vai trò cấp phép bộ anime tại Bắc Mỹ, Châu Âu và Úc. Trong khi đó, Muse Communication phụ trách các hoạt động phân phối bộ phim tại khu vực Đông Nam Á. Phiên bản anime truyền hình chuyển thể mùa thứ hai đã được công bố vào sự kiện kỷ niệm 1 năm ra mắt của bộ phim với xưởng phim Madhouse tiếp tục đảm nhận chế tác và sản xuất mảng hoạt hoạ.
Tính đến tháng 6 năm 2024, bộ manga đã bán được hơn 22 triệu bản. Tác phẩm cũng đồng thời giành chiến thắng tại các giải thưởng như giải thưởng Manga Taishō lần thứ 14 (2021), Giải thưởng Văn hóa Tezuka Osamu thường niên lần thứ 25 (2021), Giải thưởng Manga Shogakukan lần thứ 69 (2023), và Giải thưởng Manga Kodansha lần thứ 48 (2024). Bên cạnh đó, Hiệp hội Thư viện Hoa Kỳ đã xếp hạng tác phẩm trong top 10 truyện tranh hay nhất dành cho người lớn năm 2022. Các biên tập viên từ Anime News Network, Sequential Tart và IGN đều dành những lời ngợi khen cho bản chuyển thể anime về cả phần hoạt họa lẫn âm nhạc. Đồng thời, bản chuyển thể đã vươn lên vị trí đầu bảng xếp hạng MyAnimeList và trở thành bộ anime được đánh giá cao nhất mọi thời đại do cộng đồng người dùng trên nền tảng này bình chọn.

## Cốt truyện

### Cốt truyện chính "Frieren – Pháp sư tiễn táng"
Câu chuyện lấy bối cảnh ở thế giới sau khi tổ đội anh hùng đánh bại quỷ vương, khôi phục lại nền hoà bình và trở về nhà sau một hành trình kéo dài mười năm. Tổ đội anh hùng bao gồm anh hùng loài người Himmel, chiến binh người lùn Eisen, tư tế Heiter và pháp sư elf Frieren. Trước khi chia tay, cả tổ đội anh hùng đã cùng nhìn ngắm cơn mưa sao băng Era Meteors – xảy ra mỗi 50 năm một lần. Frieren sau đó đã hứa với cả tổ đội rằng sau này khi gặp lại, cô sẽ cho họ một góc nhìn tốt hơn để ngắm mưa sao băng lần sau. Sau đó, Frieren đã rời đi và du hành khắp thế giới để tiếp tục theo đuổi niềm đam mê ma thuật trong mình mà dường như lúc đó, cô không có cảm xúc mạnh mẽ nào đối với những trải nghiệm đã trải qua.
Trở lại sau 50 năm, thế giới đã có nhiều thay đổi và những người bạn của cô trong tổ đội anh hùng đã ngày một già đi. Cô và các thành viên trong tổ đội anh hùng đã thực hiện lại lời hứa năm xưa: Ngắm mưa sao băng Era Meteors. Sau đó, Himmel đã qua đời do tuổi già. Trong đám tang của người bạn quá cố của mình, chứng kiến khung cảnh xung quanh, Frieren đã hối hận vì không tìm hiểu và biết thêm về Himmel, bởi cô coi sự hiện diện của các thành viên trong tổ đội anh hùng là điều hiển nhiên. Và rồi cô thề sau này sẽ tìm hiểu rõ hơn về loài người, đồng thời tạo ra những mối quan hệ thực sự xung quanh mình.
Sau này, Frieren đến thăm lại những người bạn cũ của mình. Cô đã chấp nhận yêu cầu của tư tế Heiter: dạy dỗ và chăm sóc Fern – một đứa trẻ mồ côi do ông nhận nuôi. Cô cũng được chiến binh Eisen đề xuất đi về phía bắc để đến nơi an nghỉ của các linh hồn: Thiên đường Aureole; và gặp lại Himmel để chào tạm biệt người anh hùng một cách trịnh trọng, đồng thời bày tỏ nỗi lòng của mình. Theo yêu cầu đó, cô đã bắt đầu một cuộc hành trình cùng Fern, trong khi vẫn tiếp tục theo đuổi niềm đam mê sưu tập phép thuật của mình trên đường đi bằng cách thực hiện những nhiệm vụ trên đường với tư cách là những mạo hiểm giả hoặc ghé qua những tiệm phép thuật. Trên đường đi, cô gặp Stark, một cậu chiến binh trẻ tuổi do người lùn Eisen dạy dỗ.
Bản chất của Frieren là elf, một loài sinh vật được ban cho tuổi thọ rất dài. Nhưng chính điều này lại khiến cô coi những khoảnh khắc trong nhiều năm hay nhiều thập kỉ chỉ là phù du. Và tương tự như vậy, cô coi cuộc phiêu lưu với tổ đội anh hùng chỉ là một khoảng thời gian thoáng qua trong cuộc đời, vậy nên cũng không có những cảm xúc mạnh mẽ trong lúc chia tay. Câu chuyện sau đó tiếp tục theo chân cuộc phiêu lưu của ba người Frieren, Fern, Stark và những người khác mà cả ba gặp trên con đường tới thiên đường Aureole, và lồng ghép vào đó là những cảnh hồi tưởng mà qua đó, ta thấy được sự phát triển về mặt thể chất và tinh thần của các nhân vật, và đâu đó cũng có chính cả của bản thân Frieren.

### Cốt truyện phụ "Sousou no Frieren: ●● no Mahou"
Frieren – một pháp sư elf có sở thích sưu tầm những phép thuật kỳ lạ nhưng cũng chính những phép thuật kỳ lạ đó của cô lại hữu ích trong những dịp không ngờ đến. Có thể đó là việc lén lút bỏ rượu khỏi đồ uống của tư tế Heiter hay việc cố gắng chữa căn bệnh mất ngủ của mình. Nhưng, có một điều chắc chắn rằng, những phép thuật "kỳ lạ" mà Frieren sưu tầm đó sẽ làm cuộc phiêu lưu trở nên thật vui vẻ và có ý nghĩa hơn bao giờ hết.

## Sáng tác
Sau khi bộ truyện trước đó của Yamada Kanehito – Bocchi Hakase to Robot Shoujo no Zetsubou Teki Utopia kết thúc với doanh số ế ẩm, ông đã trải qua một giai đoạn khó khăn trong việc sáng tác các tác phẩm mới. Theo đó, những bản thảo sơ khai cho các tựa manga tiếp theo đều không đạt được chất lượng mà vị tác giả mong muốn. Biên tập viên của ông khi ấy đã gợi ý ông quay trở lại với thể loại hài hước về anh hùng và quỷ vương, vốn là thể loại của tác phẩm đã giúp ông đoạt giải thưởng đầu tay trong sự nghiệp sáng tác của mình. Ngay sau đó, Yamada đã hoàn thành bản phác thảo đầu tiên cho Frieren – Pháp sư tiễn táng. Vị mangaka đã cùng biên tập viên đề xuất với họa sĩ Abe Tsukasa – người đang cộng tác cùng ông trong một dự án khác về việc vẽ thử nhân vật Frieren. Kết quả thu được từ bản phác thảo đã thuyết phục cả hai giao phó cho Abe trọng trách minh họa tác phẩm. Trong quá trình sáng tác, cả Yamada Kanehito và Abe Tsukasa chưa từng một lần gặp nhau cho tới tháng 3 năm 2021.
Tuy Yamada đã đưa ra một vài gợi ý, nhan đề chính thức của tác phẩm vẫn được lựa chọn thông qua một cuộc thi nội bộ. Biên tập viên đã quyết định tổ chức cuộc thi này với giải thưởng trị giá 10.000 yên nhằm tìm ra một cái tên ấn tượng nhất. Cuối cùng, quá trình đặt tên cho tác phẩm đã kết thúc với sự thống nhất chung cho cái tên Sōsō no Furīren (Nhật: 葬送のフリーレン Frieren tiễn táng) được phó tổng biên tập đề xuất và nhận về sự đồng thuận từ cả Yamada Kanehito và Abe Tsukasa.
Tháng 9 năm 2022, phía đơn vị sản xuất đã công bố bản chuyển thể anime của bộ truyện. Đến tháng 11 cùng năm, hãng TOHO animation đã chính thức xác nhận dự án là một tác phẩm truyền hình. Bộ anime hoạt hình chuyển thể đã được phát sóng trên các kênh truyền hình Nhật Bản và các kênh liên kết từ tháng 9 năm 2023 đến tháng 3 năm 2024 và kéo dài trong 28 tập liên tiếp.

## Các chuyển thể

### Manga
Frieren – Pháp sư tiễn táng là một bộ manga Nhật Bản do Yamada Kanehito phụ trách cốt truyện và Abe Tsukasa đảm nhận phần minh hoạ. Bộ manga bắt đầu được đăng trên tạp chí Weekly Shōnen Sunday của Shogakukan vào ngày 28 tháng 4 năm 2020. Tựa manga này đã từng bị tạm dừng vào tháng 1 năm 2023 và tháng 5 năm 2024, và lần lượt phát hành trở lại vào tháng 3 năm 2023 và tháng 8 năm 2024. Nhà xuất bản Shogakukan đã biên soạn các chương của tác phẩm thành từng tập tankōbon riêng lẻ. Tập đầu tiên được xuất bản vào ngày 18 tháng 8 năm 2020. Tính đến ngày 18 tháng 3 năm 2025, có tổng cộng 14 tập đã được phát hành.
Vào tháng 2 năm 2021, Viz Media thông báo rằng họ đã cấp phép phát hành bộ truyện bằng tiếng Anh ở Bắc Mỹ với tập đầu tiên được xuất bản vào ngày 9 tháng 11 năm 2021. Vào ngày 9 tháng 5 năm 2023, Viz Media ra mắt dịch vụ truyện tranh kỹ thuật số Viz Manga, với các chương của bộ truyện được xuất bản bằng tiếng Anh đồng thời ở Bắc Mỹ khi chúng được phát hành ở Nhật Bản. Bộ truyện được cấp phép ở Đài Loan bởi Nhà xuất bản Đông Lập, tại Ý bởi Nhà xuất bản Edizioni BD, tại Tây Ban Nha bởi Nhà xuất bản Norma Editorial và tại Indonesia bởi Nhà xuất bản M&C!. Ở khu vực Đông Nam Á, bộ truyện tranh được cấp phép bởi Shogakukan Asia với tựa đề Frieren: Remnants of the Departed. Tại thị trường Việt Nam, bộ truyện được Nhà xuất bản Kim Đồng mua bản quyền và bắt đầu phát hành từ tháng 1 năm 2024.

#### Thông tin thư mục
| #                                                                                            | Phát hành tiếng Nhật | Phát hành tiếng Nhật | Phát hành tiếng Việt | Phát hành tiếng Việt |
| #                                                                                            | Ngày phát hành       | ISBN                 | Ngày phát hành       | ISBN                 |
| -------------------------------------------------------------------------------------------- | -------------------- | -------------------- | -------------------- | -------------------- |
| 1                                                                                            | 18 tháng 8 năm 2020  | 978-4-09-850180-9    | 29 tháng 1 năm 2024  | 978-604-2-37220-6    |
| 2                                                                                            | 16 tháng 10 năm 2020 | 978-4-09-850181-6    | 26 tháng 2 năm 2024  | 978-604-2-33821-9    |
| 3                                                                                            | 18 tháng 12 năm 2020 | 978-4-09-850285-1    | 11 tháng 3 năm 2024  | 978-604-2-33822-6    |
| 4                                                                                            | 17 tháng 3 năm 2021  | 978-4-09-850490-9    | 25 tháng 3 năm 2024  | 978-604-2-33823-3    |
| 5                                                                                            | 16 tháng 7 năm 2021  | 978-4-09-850634-7    | 8 tháng 4 năm 2024   | 978-604-2-33824-0    |
| 6                                                                                            | 18 tháng 3 năm 2021  | 978-4-09-850728-3    | 22 tháng 4 năm 2024  | 978-604-2-33825-7    |
| 7                                                                                            | 17 tháng 3 năm 2022  | 978-4-09-850876-1    | 6 tháng 5 năm 2024   | 978-604-2-33826-4    |
| 8                                                                                            | 17 tháng 6 năm 2022  | 978-4-09-851148-8    | 20 tháng 5 năm 2024  | 978-604-2-33827-1    |
| 9                                                                                            | 15 tháng 9 năm 2022  | 978-4-09-851260-7    | 3 tháng 6 năm 2024   | 978-604-2-33828-8    |
| 10                                                                                           | 16 tháng 3 năm 2023  | 978-4-09-851771-8    | 17 tháng 6 năm 2024  | 978-604-2-33829-5    |
| 11                                                                                           | 15 tháng 9 năm 2023  | 978-4-09-852769-4    | 11 tháng 7 năm 2024  | 978-604-2-37841-3    |
| 12                                                                                           | 18 tháng 12 năm 2023 | 978-4-09-853030-4    | 12 tháng 8 năm 2024  | 978-604-2-37842-0    |
| 13                                                                                           | 17 tháng 4 năm 2024  | 978-4-09-853233-9    | —                    | —                    |
| 14                                                                                           | 18 tháng 3 năm 2025  | 978-4-09-854017-4    | —                    | —                    |
| Mã ISBN tiếng Việt được lấy từ Cục Xuất bản, In và Phát hành – Bộ thông tin và truyền thông. |                      |                      |                      |                      |

#### Thông tin thư mục các tựa sách liên quan
- 葬送のフリーレン 公式ファンブック[c]: Yamada Kanehito (tác giả gốc), Abe Tsukasa (minh họa); 12 tháng 1 năm 2024;[51] ISBN 978-4-09-853106-6.
- 葬送のフリーレン 画集 Vol.1[d]: Yamada Kanehito, Abe Tsukasa; 18 tháng 12 năm 2023;[52] ISBN 978-4-09-199082-2.
- 小説 葬送のフリーレン ～前奏～[e]: Hachimoku Mei (tác giả),  Yamada Kanehito (tác giả gốc), Abe Tsukasa (minh họa); 17 tháng 4 năm 2024;[53] ISBN 978-4-09-853236-0.

### Anime truyền hình

Bìa Blu-ray & DVD Frieren – Pháp sư tiễn táng với nhân vật Frieren trong khung hình.

Phiên bản anime truyền hình chuyển thể mùa đầu tiên dài gồm 28 tập do Saitō Keiichirō đạo diễn và xưởng phim Madhouse sản xuất được thông báo tới công chúng thông qua trang bìa tập thứ chín của bộ truyện. Phiên bản anime truyền hình chuyển thể sẽ do Suzuki Tomohiro phụ trách đảm nhận kịch bản, Nagasawa Reiko phụ trách thiết kế nhân vật và âm nhạc do Evan Call sáng tác. Bộ anime gồm hai phần liên tiếp, ra mắt với một tập đặc biệt kéo dài hai giờ vào ngày 29 tháng 9 năm 2023, trên khối chương trình Nippon TV's Kin'yō Road Show – vốn chỉ thường dùng phát sóng các tựa phim truyện, đồng thời Frieren – Pháp sư tiễn táng là bộ anime đầu tiên phát sóng trên khối chương trình này. Các tập phim sau đó được phát sóng trên khối chương trình Friday Anime Night – một khối chương trình hoàn toàn mới trên hệ thống kênh truyền hình gốc và các kênh truyền hình chi nhánh của Nippon TV. Bộ phim được phát sóng từ ngày 29 tháng 9 năm 2023 và kết thúc vào ngày 22 tháng 3 năm 2024. Crunchyroll sở hữu bản quyền phân phối bên ngoài Châu Á; Muse Communication sở hữu bản quyền cấp phép khu vực Đông Nam Á.
Tại "Buổi chiếu đặc biệt kỷ niệm 1 năm phát sóng bản chuyển thể anime" diễn ra vào ngày 28 tháng 9 năm 2024, Toho đã công bố sản xuất mùa thứ hai của tác phẩm, trong đó thông báo từ phía hãng phim xác nhận rằng xưởng Madhouse sẽ tiếp tục đảm nhận phần hoạt họa. Ngày 5 tháng 3 năm 2025, đội ngũ sản xuất tac phẩm đã xác nhận bộ phim sẽ lên sóng từ tháng 1 năm 2026.

#### Trước quá trình sản xuất
Ngay từ khi bộ truyện vừa được đăng tải, Taguchi Shoichiro – một nhà sản xuất trực thuộc TOHO animation đã nhanh chóng đọc tác phẩm và ấp ủ ý tưởng chuyển thể tựa manga thành anime. Mặc dù việc khởi động dự án anime chuyển thể khi manga gốc mới chỉ xuất bản một chương là một điều khá hiếm gặp trong ngành công nghiệp, tuy nhiên, TOHO animation lại nhìn thấy tiềm năng từ bộ truyện và lên kế hoạch tham gia tham gia vào quá trình sản xuất của phim. Sau đó, TOHO animation, trên cơ sở là công ty chủ quản bộ phim, đã tiếp cận Shogakukan vào mùa thu năm 2020 với đề xuất chuyển thể anime và lời mời hợp tác dưới vai trò ủy ban sản xuất.
Theo Taguchi, một trong những điểm hấp dẫn của tác phẩm là câu chuyện về cảm xúc và suy nghĩ mà các nhân vật dành cho nhau. Ông đã đặt ra phương châm sản xuất tựa anime chuyển thể một cách tỉ mỉ: Từ lối diễn xuất, phương thức đạo diễn đến yếu tố thẩm mỹ, nhằm đảm bảo truyền tải được sức hấp dẫn của thế giới trong nguyên tác. Trong một cuộc phỏng vấn với tờ Animate Times, Taguchi cũng đề cập đến một điểm hấp dẫn khác là những pha hành động chiến đấu đậm chất shōnen manga. Ông tin rằng chính nhờ hoạt hoạ đi kèm với chuyển động và âm thanh sống động có thể góp phần khiến nguyên tác có thể được thể hiện rõ nét hơn.
Fukushi Yuichiro và Nakame Takashi đã đảm nhận vai trò nhà sản xuất hoạt hình cho dự án này. Taguchi tin rằng nhà sản xuất hoạt hình có ảnh hưởng lớn đến chất lượng cuối cùng của tác phẩm, vì vậy ông đã rất cẩn thận trong việc lựa chọn những người sẽ cùng mình tạo nên tác phẩm. Ngoài ra, để làm nổi bật các pha hành động hấp dẫn, Madhouse – một xưởng phim đã có kinh nghiệm với các tác phẩm như One Punch Man đã được giao phụ trách sản xuất hoạt hình.
Ogura, biên tập viên phụ trách của Weekly Shonen Sunday, đã đưa ra yêu cầu rằng: "Vì tác giả gốc Yamada Kanehito rất cẩn trọng trong từng câu thoại, nên hãy tôn trọng những câu thoại đó trong quá trình chuyển thể anime". Ogura cũng đặt ra điều kiện cho việc tuyển chọn đội ngũ sản xuất: "Chúng tôi cần một đạo diễn có thể đưa ra giải pháp C mới thay vì chỉ chọn giữa phương án A hoặc B khi có bất đồng quan điểm giữa tác giả gốc và đội ngũ sản xuất". Thêm vào đó, Shogakukan cũng yêu cầu rằng đây phải là một tác phẩm được nhiều người yêu thích trong thời gian dài. Dựa trên những yêu cầu này, Taguchi đã tham khảo ý kiến của Fukushi và quyết định chọn Saito Keiichiro làm đạo diễn.

#### Quá trình sản xuất
Để tạo nên một câu chuyện liền mạch xuyên suốt loạt phim, một số yếu tố đã được thêm vào trong quá trình chuyển thể anime. Ví dụ, cảnh Frieren nhìn ngắm chiếc nhẫn sau đám tang Himmel ở tập 1 là một chi tiết gốc được thêm vào để gợi ý cho những diễn biến tiếp theo xảy ra ở tập 14. Ngoài ra, vì anime là sản phẩm hầu như chỉ xem một lần khác với những gì thường thấy của manga nên đội ngũ sản xuất đã cố gắng thêm vào những cảnh có thể khiến người xem chú ý hoặc gợi lên những suy nghĩ sâu xa.
Vì trong manga gốc hầu như không có yếu tố lãng mạn, nên quá trình chuyển thể anime cũng được thực hiện cẩn thận để không đào sâu vào khía cạnh này. Cảnh Himmel đeo nhẫn cho Frieren ở tập 14 cũng tập trung vào tình huống tổng thể hơn là cảm xúc của hai người và để lại phần diễn giải cho khán giả.
Trong quá trình sản xuất, đạo diễn Saito luôn giữ quan điểm "Nếu gia đình tôi cười thì đó là một cảnh hài hước" khi thực hiện các phân cảnh hài hước trong tác phẩm này. Ông cũng cho rằng điểm mấu chốt của những phân cảnh hài hước là "Một chút lệch lạc so với kết quả của những nỗ lực nghiêm túc" nên ông đã không sử dụng các biểu hiện mang tính biểu tượng, mà thay vào đó, ông đã chỉ đạo cẩn thận để không phá vỡ bầu không khí tổng thể của tác phẩm, nơi từng cử chỉ nhỏ nhất cũng được miêu tả tỉ mỉ. Mặt khác, Saito cũng muốn tác phẩm này không quá chân thực mà có một chút "khoảng trống", và việc ông để Fern nói "ực" ở tập 3 là để thể hiện điều đó với khán giả.

#### Âm nhạc và âm thanh
Với buổi phát sóng đặc biệt kéo dài bốn tập, ca khúc chủ đề kết thúc là "Bliss", do Milet trình bày. Bài hát chủ đề mở đầu thứ nhất là "Yūsha" do Yoasobi trình bày và kết thúc là "Anytime Anywhere" do Milet trình bày. Bài hát chủ đề mở đầu thứ hai là "Sunny" của Yorushika và kết thúc là một phần khác của ca khúc "Anytime Anywhere" trước đó.
Nhạc nền của bộ phim do Evan Call, người được biết đến với vai trò nhà soạn nhạc các tác phẩm Violet Evergarden và Kamakura-dono no Jūsan-nin, đảm nhiệm. Taguchi, một người hâm mộ của Violet Evergarden, đã gửi lời mời đến Evan sau khi cảm nhận được sự chân thành trong quá trình sáng tạo của ông qua một bài phỏng vấn.
Evan sau đó cũng chia sẻ về ấn tượng của mình với tác phẩm gốc: "Mặc dù là một câu chuyện phiêu lưu giả tưởng, nhưng điểm tuyệt vời của tác phẩm này không chỉ nằm ở cuộc phiêu lưu, mà còn là cách nó khắc họa những cuộc gặp gỡ, chia ly và những kỷ niệm giữa người với người, cũng như cách chúng kết nối với hiện tại". Ông đã đọc tác phẩm gốc trong khi suy nghĩ về loại nhạc sẽ sử dụng. Dàn nhạc chủ yếu được sử dụng là dàn nhạc giao hưởng, kết hợp với các nhạc cụ dân gian mang phong cách Ireland như fiddle và tin whistle. Ngoài ra, để thể hiện dòng chảy thời gian dài lâu của Frieren, các nhạc cụ cổ như rebec và viol cũng được sử dụng. Dàn nhạc giao hưởng Hungary, đã làm việc với Evan khoảng 4 năm, chịu trách nhiệm thu âm tại Budapest.
Một phần nhạc nền của bộ phim được sáng tác bằng phương pháp "film scoring", trong đó nhạc được sáng tác dựa trên các cảnh phim đã được sản xuất trước. Film scoring được áp dụng cho tất cả các cảnh trong bốn tập đầu tiên, cảnh Fern và Stark đối đầu với Lügner và Linie ở tập 8, cảnh Himmel trao nhẫn cho Frieren ở tập 14 và cảnh khiêu vũ của Fern và Stark ở tập 15. Đặc biệt, bốn tập đầu tiên được sản xuất như một bộ phim hoàn chỉnh để tạo cảm giác đặc biệt. Ngược lại, film scoring không được sử dụng trong phần 2: "Kỳ thi Pháp sư Hạng nhất" để tập trung vào mạch truyện tổng thể thay vì từng tập riêng lẻ. Giám đốc âm thanh Hata Shoji đã yêu cầu Evan tạo ra âm nhạc tập trung vào cảm xúc thay vì tình huống đồng thời cũng chú trọng đến việc lựa chọn nhạc phù hợp với tâm trạng của nhân vật.

### Mini-anime
Loạt mini-anime ngắn gồm 11 tập, với tựa đề Sousou no Frieren: ●● no Mahou, đã được phát hành trên kênh YouTube của TOHO animation, cũng như trên các tài khoản X và TikTok chính thức của tựa anime từ ngày 11 tháng 10 năm 2023 đến ngày 24 tháng 3 năm 2024.

### Các chuyển thể khác

#### Ngoại truyện
Năm chương ngoại truyện (spin-off) độc lập của các tác giả khác nhau đã được đăng trên website manga Sunday Webry từ ngày 22 đến 26 tháng 5 năm 2023, bao gồm:
- 厨房のフリーレン[f] của Kassan (ngày 22 tháng 5);[82]
- 勇者ヒンメルの冒険譚[g] của Miura Ren (ngày 23 tháng 5);[82]
- フリーレンは人間を知りたい[h] của Jona (ngày 24 tháng 5);[82]
- ヒンメル旅にっき[i] của Yamaguchi Kazumi (ngày 25 tháng 5);[82]
- 寄り道のフリーレン[j] của Igarashi Sōichi (ngày 26 tháng 5).[82]

Các chương truyện này sau đó đã được biên tập thành một tập truyện có tựa đề Sōsō no Frieren Anthology: Kotonaru Tabi o Tanoshimu Mahō, được phát hành vào ngày 18 tháng 12 năm 2023.

#### Sách dành cho người hâm mộ
Một cuốn sách dành cho người hâm mộ chính thức chứa thông tin về bộ truyện, các hình minh họa, tóm tắt nội dung và những bản thiết kế sơ khai của các nhân vật đã được Shogakukan xuất bản vào ngày 12 tháng 1 năm 2024. Một cuốn tiểu thuyết khác kể lại tiền truyện do Hachimoku Mei chắp bút với sự giám sát của Yamada, mang tên Shōsetsu Sōsō no Frieren～Zensō～ ( 小説 葬送のフリーレン ～前奏～, n.đ. 'Frieren – Pháp sư tiễn táng ～Tiền khúc～') đã được phát hành vào ngày 17 tháng 4 năm 2024. Cuốn tiểu thuyết này mang đến những câu chuyện chưa từng được kể trong manga, xoay quanh các nhân vật Frieren, Fern, Stark, Kanne, Lawine và Aura.

#### Radio trên internet
Sousou no Frieren ~Toku no Mahou~ là một chương trình phát thanh không định kỳ bắt đầu được phát sóng trên kênh YouTube của TOHO animation từ ngày 27 tháng 9 năm 2023. Được giới thiệu là một "chương trình theo phong cách radio", mỗi tập sẽ có các khách mời khác nhau sẽ cùng lên trò truyện về các chủ đề xoay quanh bộ phim. Bên cạnh những tập phim được đăng tải thông thường, chương trình cũng sẽ có những tập đặc biệt được phát sóng trực tiếp không định kỳ cùng trên kênh YouTube của TOHO animation.

## Đón nhận

### Manga
Tính đến tháng 3 năm 2021, manga đã có hơn 2 triệu bản được lưu hành; hơn 5,6 triệu bản vào tháng 2 năm 2022; hơn 6 triệu bản vào tháng 6 năm 2022; hơn 7,2 triệu bản vào tháng 9 năm 2022; hơn 8 triệu bản vào tháng 3 năm 2023; hơn 10 triệu bản vào tháng 9 năm 2023; hơn 17 triệu bản vào tháng 12 năm 2023; hơn 20 triệu bản vào tháng 3 năm 2024; và hơn 22 triệu bản vào tháng 6 năm 2024. Tập 12 là tập manga có số lượng in lần đầu cao thứ hai của Shogakukan trong năm 2023 – 2024 (từ tháng 4 năm 2023 đến tháng 3 năm 2024), với 600.000 bản được in.
Manga xếp thứ hai trong danh sách Kono Manga ga Sugoi! của Takarajimasha về những manga hay nhất năm 2021 dành cho độc giả nam và xếp thứ sáu trong danh sách năm 2022. Bộ truyện xếp thứ hai trong "Truyện tranh được nhân viên nhà sách toàn quốc giới thiệu năm 2021" do trang web Honya Club bình chọn. Bộ truyện xếp thứ 17 trong danh sách "Sách của năm" năm 2021 của tạp chí Da Vinci; xếp thứ 10 trong danh sách năm 2022 và thứ 12 trong danh sách năm 2023.
Bộ truyện cũng được xếp hạng trong top 10 "truyện tranh hay nhất dành cho người lớn" năm 2022 của Hiệp hội Thư viện Hoa Kỳ.

#### Đánh giá của các nhà phê bình
| Đánh giá chuyên môn | Đánh giá chuyên môn |
| Nguồn đánh giá      | Nguồn đánh giá      |
| Nguồn               | Đánh giá            |
| ------------------- | ------------------- |
| Anime News Network  | A-                  |
| Sequential Tart     | 9/10                |

Rebecca Silverman của Anime News Network đã đánh giá tập đầu tiên với mức điểm A-. Silverman ca ngợi ý tưởng việc Frieren sống lâu hơn những người bạn đồng hành của mình và bị buộc phải sống để hiểu biết thêm về thế giới loài người cũng như cảm xúc của chính mình và gọi đây là một "cách tiếp cận thú vị đối với thể loại giả tưởng". Tuy nhiên, Silverman nhận xét rằng phần hình ảnh "không hoàn toàn đáp ứng được nhiệm vụ thể hiện cảm xúc của câu chuyện". Richard Eisenbeis cũng từ Anime News Network đã ca ngợi tập thứ hai của bộ truyện, nói rằng nó "mang đến cả những câu chuyện cảm động và những khám phá sâu sắc về bản chất con người". Ông cũng mô tả tập thứ tư và thứ năm của manga là những "cao trào [của các tình tiết] hành động không chỉ mang đến một trận chiến hoành tráng mà còn cả sự phát triển nhân vật và xây dựng thế giới xung quanh câu chuyện. Những câu chuyện ngắn xuyên suốt sẽ thu phục tâm trí bạn". Ross Locksley của UK Anime Network coi đây là một cách tiếp cận thú vị đối với thể loại giả tưởng, so sánh chủ đề của nó với Gửi em, người bất tử khi bộ truyện tập trung xoáy sâu vào mối quan hệ của các nhân vật chính khi nhân vật họ cố gắng sống lại những di sản mà đồng đội của họ đã để lại.
Wolfen Moondaughter của Sequential Tart đã nhấn mạnh bản chất đời thường của câu chuyện khi đọc tập truyện đầu tiên và đánh giá tập truyện ở mức 9/10 điểm, mặc dù tiền đề của nó liên quan đến một "nhóm phiêu lưu kiểu D&D", đồng thời ca ngợi yếu tố tương tác giữa các nhân vật và yếu tố thẩm mĩ xuyên suốt tác phẩm và đưa đến kết luận: "Nếu bạn muốn nghỉ ngơi khỏi những cảnh chiến đấu và muốn một cái gì đó thanh bình và trầm tư hơn, bộ truyện này sẽ phục vụ bạn. Nó cũng là một câu chuyện đáng yêu về việc tôn vinh ký ức của những người thân yêu đã mất và cách mà con người ta đối phó với nỗi buồn". Sheena McNeil từ Sequential Tart đã cho tập đầu tiên của bộ truyện 7 điểm. McNeil gọi ý tưởng "điều gì sẽ xảy ra với nhóm khi nhiệm vụ kết thúc?" là một ý tưởng thú vị đồng thời ca ngợi Frieren đang đấu tranh để "trở nên bớt tách biệt hơn" và thấy sự biến chuyển trong cảm xúc khi cô ấy trải qua những "khoảnh khắc cảm động đáng yêu hay khi buồn vui lẫn lộn và cả những giây phút hạnh phúc". McNeil cũng so sánh nhịp độ và cảm giác của bộ truyện với tựa Haibane Renmei. Antonio Mireles của The Fandom Post đã vinh danh đây là manga hay thứ sáu của năm 2021. Ông viết: "Thời gian không chờ đợi một ai mặc dù trong nhiều lúc có thể bị lạm dụng quá mức, nhưng câu thoại đó lại gây ấn tượng mạnh trong manga này. Luôn có nhiều điều để khám phá [về cảm xúc và thế giới con người] và Frieren phải học bài học đó khi thời gian trôi qua. Đó là một lời nhắc nhở ngọt ngào nhưng đầy cay nghiệt rằng hãy tận hưởng những khoảnh khắc mà bạn đang trải qua một cách trọn vẹn nhất". Kara Dennison của Otaku USA đã đánh giá cao phần hình ảnh và những nét nhân văn giúp thu hút câu chuyện; đồng thời, so sánh nó với các tác phẩm khác như Chúa tể của những chiếc nhẫn và sê-ri giả tưởng khác.

#### Giải thưởng và đề cử
| Year | Giải thưởng                                       | Hạng mục                                                 | Kết quả      | Tk.                     |
| ---- | ------------------------------------------------- | -------------------------------------------------------- | ------------ | ----------------------- |
| 2021 | New Manga Award                                   | Manga hay nhất                                           | Vị trí thứ 2 | [ 116 ]                 |
| 2021 | Manga Taishō lần thứ 14                           | Giải thưởng lớn                                          | Đoạt giải    | [ 117 ] [ 118 ] [ 119 ] |
| 2021 | Giải thưởng Văn hóa Tezuka Osamu lần thứ 25       | Giải thưởng cho nhà sáng tạo mới                         | Đoạt giải    | [ 120 ] [ 121 ] [ 122 ] |
| 2021 | Giải thưởng manga Sáng kiến sách điện tử Nhật Bản | Giải thưởng lớn                                          | Vị trí thứ 2 | [ 123 ] [ 124 ]         |
| 2021 | Giải thưởng manga Kodansha lần thứ 45             | Shōnen Manga hay nhất                                    | Đề cử        | [ 125 ]                 |
| 2021 | Giải thưởng Tsutaya Comic lần thứ 5               | Bản hit tiếp theo                                        | Vị trí thứ 5 | [ 126 ]                 |
| 2021 | Tsugi ni kuru Manga Taishō lần thứ 7              | Hạng mục dành cho manga in ấn                            | Vị trí thứ 3 | [ 127 ]                 |
| 2022 | Giải thưởng manga Kodansha lần thứ 46             | Shōnen Manga hay nhất                                    | Đề cử        | [ 128 ]                 |
| 2023 | Giải thưởng manga điện tử Rakuten Kobo            | Tôi muốn đưa nó ra thế giới! Manga được đề xuất hàng đầu | Đoạt giải    | [ 129 ]                 |
| 2023 | Giải thưởng manga Shogakukan lần thứ 69           | —                                                        | Đoạt giải    | [ 132 ]                 |
| 2024 | Giải thưởng manga Kodansha lần thứ 48             | Shōnen Manga hay nhất                                    | Đoạt giải    | [ 133 ] [ 134 ]         |
| 2024 | Giải thưởng Harvey lần thứ 36                     | Manga hay nhất                                           | Chưa công bố | [ 135 ] [ vii ]         |

### Anime truyền hình

#### Đánh giá của các nhà phê bình
Bản chuyển thể anime đã nhận được nhiều lời khen ngợi từ giới phê bình. Ali Griffiths của Digital Spy đánh giá đây là một trong những anime giả tưởng hay nhất năm 2023 với việc bộ phim đi theo các chủ đề xoay quanh dòng chảy thời gian cũng như ca ngợi "bầu không khí ấm cúng, bình lặng" và âm thanh của tựa phim. Richard Eisenbeis của Anime News Network đã khen ngợi sự tương tác giữa các nhân vật chính khi Frieren nhanh chóng trải qua một bước ngoặt khi gặp Fern và Stark, quan niệm về thời gian của cô đã thay đổi khi gặp hai nhân vật này đồng thời cốt truyện về quá khứ của cô cũng được xây dựng qua từng tập phim. Jenni Lada của Siliconera coi đây là một trong những anime hay nhất mùa thu 2023. Cô ca ngợi cách xây dựng chiều sâu nhân vật của Frieren khi cô muốn hiểu biết nhiều hơn về Himmel sau khi người anh hùng qua đời trong tập đầu tiên, đồng thời nhà phê bình này cũng lưu ý cách những sự kiện trong manga khi chuyển thể từ chính kịch sang đời thường.
Dan Mansfield của The Fandom Post đã dành lời khen ngợi cho các pha chiến đấu và cốt truyện nhưng cảm thấy một số trò đùa về tình dục không phù hợp, mặc dù nhìn chung đánh giá cao sự hài hước. Khi bình luận về tính cách của Frieren, Mansfield cũng đánh giá cao cách Fern có những cảnh trong các tập đầu khi cô an ủi Stark – người đang lo lắng và sợ hãi. Kambole Campbell của IGN khen ngợi các giá trị sản xuất về cách nó kết hợp với một câu chuyện "đơn giản nhưng cảm động". Cy Catwell của Anime Feminist cho biết rằng bản thân rất thích nhạc phim và so sánh nó với âm nhạc của The Legend of Zelda: Breath of the Wild hoặc Tears of the Kingdom, cũng như ca ngợi hoạt hình của Madhouse. Ayaan Paul Chowdhury từ tờ The Hindu gọi đây là "tương lai của thể loại giả tưởng" và viết: "Frieren – Pháp sư tiễn táng dám tạo ra con đường riêng của mình giữa sự hỗn loạn của các mô típ và nguyên mẫu vốn đã quá đỗi quen thuộc trong thể loại này".
Đánh giá về dàn nhân vật, một số tờ báo và trang tin truyền thông đã dành nhiều lời khen ngợi cho cách xây dựng nhân vật Frieren qua đó ca ngợi bối cảnh của câu chuyện. Anime News Network cho rằng câu chuyện của Frieren nổi bật giữa các tác phẩm giả tưởng khác nhờ tập trung vào những tiếc nuối của cô sau cái chết của người anh hùng Himmel. Câu chuyện của cô được so sánh với tựa truyện ngắn Rip Van Winkle khi cả hai đều phản ánh sự thay đổi của thời gian qua con mắt của nhân vật chính. Đám tang của Himmel ở phần đầu câu chuyện đã thay đổi tính cách của Frieren khi cô quyết định lên đường để thấu hiểu những cảm xúc cô dành cho người anh hùng năm xưa. Crunchyroll cũng nhận thấy Frieren đã trải qua một bước ngoặt đáng chú ý trong tính cách khi Himmel qua đời. Cô bắt đầu một hành trình mới, chăm sóc cho Fern – đệ tử của Heiter và Stark – đệ tử của Eisen. Hành trình này, theo Crunchyroll, mang hơi hướng của "một trò chơi nhập vai hơn là một câu chuyện hành động giả tưởng". Một khía cạnh khác trong sự thay đổi tính cách của Frieren là cô bắt đầu hiểu được sự ngắn ngủi của cuộc đời con người đồng thời cũng dần trân trọng những người bạn đồng hành của mình hơn.

#### Giải thưởng và đề cử
| Năm  | Giải thưởng                            | Hạng mục                                            | Đề cử cho                    | Kết quả       | Tk.                     |
| ---- | -------------------------------------- | --------------------------------------------------- | ---------------------------- | ------------- | ----------------------- |
| 2023 | Giải thưởng Yahoo! Japan Search        | Hạng mục anime                                      | Frieren – Pháp sư tiễn táng  | Vị trí thứ 4  | [ 145 ]                 |
| 2023 | AT-X                                   | Bảng xếp hạng Anime hàng đầu                        | Frieren – Pháp sư tiễn táng  | Vị trí thứ 2  | [ 146 ]                 |
| 2023 | Lễ kỷ niệm thưởng niệm AT-X lần thứ 25 | Sê-ri được khuyến khích nhất                        | Frieren – Pháp sư tiễn táng  | Vị trí thứ 8  | [ 147 ]                 |
| 2024 | Japan Character Awards                 | Giải thưởng dành cho tác phẩm mới                   | Frieren – Pháp sư tiễn táng  | Đoạt giải     | [ 148 ]                 |
| 2024 | Giải Bạch Ngọc Lan                     | Hoạt họa xuất sắc nhất                              | Frieren – Pháp sư tiễn táng  | Đề cử         | [ 149 ]                 |
| 2024 | Giải Bạch Ngọc Lan                     | Lối kể chuyện xuất sắc nhất                         | Frieren – Pháp sư tiễn táng  | Đề cử         | [ 149 ]                 |
| 2024 | Anime Grand Prix lần thứ 46            | Giải thưởng lớn                                     | Frieren – Pháp sư tiễn táng  | Vị trí thứ 4  | [ 150 ]                 |
| 2024 | Anime Grand Prix lần thứ 46            | Nhân vật hay nhất                                   | Frieren                      | Vị trí thứ 7  | [ 150 ]                 |
| 2024 | Anime Grand Prix lần thứ 46            | Diễn viên lồng tiếng xuất sắc nhất                  | Tanezaki Atsumi              | Đoạt giải     | [ 150 ]                 |
| 2024 | Japan Expo Awards                      | Daruma cho phim hoạt hình hay nhất                  | Frieren – Pháp sư tiễn táng  | Đoạt giải     | [ 151 ]                 |
| 2024 | Japan Expo Awards                      | Daruma cho Anime đời thường hay nhất                | Frieren – Pháp sư tiễn táng  | Đoạt giải     | [ 151 ]                 |
| 2024 | Giải thưởng AnimaniA lần thứ 19        | Phim truyền hình hay nhất: Hạng mục phim trực tuyến | Frieren – Pháp sư tiễn táng  | Đề cử         | [ 152 ]                 |
| 2024 | Giải thưởng Astra TV lần thứ 4         | Sê-ri anime hay nhất                                | Frieren – Pháp sư tiễn táng  | Đề cử         | [ 153 ]                 |
| 2024 | Giải thưởng IGN                        | Sê-ri anime hay nhất                                | Frieren – Pháp sư tiễn táng  | Đoạt giải     | [ 154 ]                 |
| 2025 | Anime Trending Awards lần thứ 11       | Anime của năm                                       | Frieren – Pháp sư tiễn táng  | Đoạt giải     | [ 155 ] [ viii ] [ ix ] |
| 2025 | Anime Trending Awards lần thứ 11       | Kịch bản chuyển thể xuất sắc nhất                   | Frieren – Pháp sư tiễn táng  | Đoạt giải     | [ 155 ] [ viii ] [ ix ] |
| 2025 | Anime Trending Awards lần thứ 11       | Hoạt họa xuất sắc nhất                              | Frieren – Pháp sư tiễn táng  | Vị trí thứ 2  | [ 155 ] [ viii ] [ ix ] |
| 2025 | Anime Trending Awards lần thứ 11       | Hiệu ứng hình ảnh xuất sắc nhất                     | Frieren – Pháp sư tiễn táng  | Đoạt giải     | [ 155 ] [ viii ] [ ix ] |
| 2025 | Anime Trending Awards lần thứ 11       | Âm thanh xuất sắc nhất                              | Frieren – Pháp sư tiễn táng  | Vị trí thứ 2  | [ 155 ] [ viii ] [ ix ] |
| 2025 | Anime Trending Awards lần thứ 11       | Diễn viên lồng tiếng xuất sắc nhất                  | Frieren – Pháp sư tiễn táng  | Vị trí thứ 3  | [ 155 ] [ viii ] [ ix ] |
| 2025 | Anime Trending Awards lần thứ 11       | Anime hành động hoặc phiêu lưu của năm              | Frieren – Pháp sư tiễn táng  | Đoạt giải     | [ 155 ] [ viii ] [ ix ] |
| 2025 | Anime Trending Awards lần thứ 11       | Anime chính kịch của năm                            | Frieren – Pháp sư tiễn táng  | Đề cử         | [ 155 ] [ viii ] [ ix ] |
| 2025 | Anime Trending Awards lần thứ 11       | Anime giả tưởng của năm                             | Frieren – Pháp sư tiễn táng  | Đoạt giải     | [ 155 ] [ viii ] [ ix ] |
| 2025 | Anime Trending Awards lần thứ 11       | Đạo diễn và Dựng cảnh tập phim xuất sắc nhất        | The Height of Magic (Tập 26) | Đề cử         | [ 155 ] [ viii ] [ ix ] |
| 2025 | Anime Trending Awards lần thứ 11       | Nhân vật nam của năm                                | Himmel                       | Vị trí thứ 3  | [ 155 ] [ viii ] [ ix ] |
| 2025 | Anime Trending Awards lần thứ 11       | Nhân vật nam của năm                                | Stark                        | Vị trí thứ 13 | [ 155 ] [ viii ] [ ix ] |
| 2025 | Anime Trending Awards lần thứ 11       | Nhân vật nữ của năm                                 | Fern                         | Vị trí thứ 16 | [ 155 ] [ viii ] [ ix ] |
| 2025 | Anime Trending Awards lần thứ 11       | Nhân vật nữ của năm                                 | Frieren                      | Vị trí thứ 3  | [ 155 ] [ viii ] [ ix ] |
| 2025 | Anime Trending Awards lần thứ 11       | Cặp đôi của năm                                     | Himmel x Frieren             | Vị trí thứ 4  | [ 155 ] [ viii ] [ ix ] |
| 2025 | Anime Trending Awards lần thứ 11       | Cặp đôi của năm                                     | Stark x Fern                 | Vị trí thứ 5  | [ 155 ] [ viii ] [ ix ] |
| 2025 | Anime Trending Awards lần thứ 11       | Nhân vật nam phụ của năm                            | Denken                       | Vị trí thứ 8  | [ 155 ] [ viii ] [ ix ] |
| 2025 | Anime Trending Awards lần thứ 11       | Nhân vật nam phụ của năm                            | Himmel                       | Đoạt giải     | [ 155 ] [ viii ] [ ix ] |
| 2025 | Anime Trending Awards lần thứ 11       | Nhân vật nữ phụ của năm                             | Übel                         | Vị trí thứ 3  | [ 155 ] [ viii ] [ ix ] |
| 2025 | Liên hoan Giải thưởng Anime Tokyo      | Anime truyền hình của năm                           | Frieren – Pháp sư tiễn táng  | Đoạt giải     | [ 158 ]                 |
| 2025 | Liên hoan Giải thưởng Anime Tokyo      | Âm nhạc xuất sắc nhất                               | Evan Call                    | Đoạt giải     | [ 158 ]                 |

### Âm nhạc

#### Hiệu suất thương mại

##### Thành tích và chứng nhận cao nhất
Ca khúc "Yūsha" của Yoasobi đã đạt vị trí thành tích cao nhất ở vị trí số 2 trên bảng xếp hạng Billboard Japan Hot 100; đồng thời, đạt vị trí số 3 trên bảng xếp hạng Oricon Combined Singles Chart. Bài hát cũng được Hiệp hội Công nghiệp Ghi âm Nhật Bản (RIAJ) trao chứng nhận bạch kim cho số lượt phát trực tuyến. Trong khi đó, ca khúc "Anytime Anywhere" của Milet đạt vị trí cao nhất là 15 trong bảng xếp hạng Japan Hot Animation của Billboard Japan và vị trí thứ 9 trong bảng xếp hạng Japan Digital Singles của Oricon.

##### Doanh số phát hành
Với số liệu được tổng hợp sau ba ngày, ca khúc "Yūsha" của Yoasobi ra mắt ở vị trí thứ chín trên bảng xếp hạng Billboard Japan Hot 100 cho ấn bản ngày 4 tháng 10 năm 2023 với 22.086 lượt tải xuống kỹ thuật số, 2.426.245 lượt phát trực tuyến và 5,2 triệu lượt xem video âm nhạc. Trong tuần thứ hai sau đó, bài hát đã vươn lên vị trí thứ hai với doanh số kỹ thuật số giảm nhẹ xuống còn 21.267 bản trong khi lượt phát trực tuyến trên các nền tảng và lượt xem video âm nhạc tăng lên lần lượt là 8.139.175 lượt phát và 9 triệu lượt xem. Đối với bảng xếp hạng Oricon, ca khúc "Yūsha" của Yoasobi đã lọt vào Bảng xếp hạng đĩa đơn kỹ thuật số ở vị trí số một trong tuần tính đến ngày 9 tháng 10 năm 2023 với 25.958 lượt tải xuống – trở thành bài hát thứ mười ba đứng đầu bảng xếp hạng này của bộ đôi chỉ sau Yonezu Kenshi (với 14 bài hát) và tiếp tục giữ vững vị trí này trong hai tuần sau đó.

#### Đánh giá của các nhà phê bình
Sugiura Mie từ tạp chí Rockin'On Japan đã khen ngợi ca khúc "Yūsha" của Yoasobi vì cách mà bài hát truyền tải câu chuyện của Frieren – Pháp sư tiễn táng một cách cô đọng và sâu sắc. Sugiura còn nhận thấy sự liên kết giữa "Yūsha" và ca khúc "Shukufuku" của Yoasobi – bài hát mở đầu cho Kidō Senshi Gandamu: Suisei no Majo. Và cho rằng cả hai đều nhấn mạnh "ý nghĩa cuộc sống" và "phép màu của những cuộc gặp gỡ".
Ishii Eriko đến từ tờ Real Sound thì ngưỡng mộ phần lời bài hát, cho rằng chúng như thể là những câu thoại tuôn ra từ chính câu chuyện của anime đậm màu phong cách phương Đông. Cô cũng dành lời khen ngợi giọng hát của Ikura, mô tả nó như "sự chuyển tiếp mượt mà giữa các giai điệu, truyền tải cảm giác mạnh mẽ bất kể nhịp điệu thực tế". The Nerd Stash đã xếp "Yūsha" ở vị trí thứ sáu trong danh sách các ca khúc mở đầu anime hay nhất năm 2023.

#### Giải thưởng và đề cử
| Năm  | Giải thưởng                      | Hạng mục                        | Đề cử cho                    | Kết quả       | Tk.             |
| ---- | -------------------------------- | ------------------------------- | ---------------------------- | ------------- | --------------- |
| 2023 | Billboard Japan Music Awards     | Phim hoạt hình đang nổi         | "Yūsha" bởi Yoasobi          | Vị trí thứ 16 | [ 172 ]         |
| 2023 | Asian Pop Music Awards           | OST hay nhất                    | "Yūsha" bởi Yoasobi          | Đề cử         | [ 173 ]         |
| 2023 | Asian Pop Music Awards           | Người viết lời bài hát hay nhất | Milet cho "Anytime Anywhere" | Đề cử         | [ 174 ]         |
| 2024 | Giải thưởng Tokyo Anime Festival | Âm nhạc hay nhất                | Yoasobi                      | Đoạt giải     | [ 175 ]         |
| 2024 | Anime Grand Prix lần thứ 46      | Bài hát chủ đề hay nhất         | "Yūsha" bởi Yoasobi          | Vị trí thứ 6  | [ 150 ]         |
| 2024 | Anime Grand Prix lần thứ 46      | Bài hát chủ đề hay nhất         | "Anytime Anywhere" bởi Milet | Vị trí thứ 9  | [ 150 ]         |
| 2024 | Anime Grand Prix lần thứ 46      | Bài hát chủ đề hay nhất         | "Sunny" bởi Yorushika        | Vị trí thứ 10 | [ 150 ]         |
| 2024 | Japan Expo Awards                | Daruma cho kết thúc hay nhất    | "Anytime Anywhere" bởi Milet | Đoạt giải     | [ 151 ]         |
| 2024 | Giải thưởng AnimaniA lần thứ 19  | Bài hát anime hay nhất          | "Yūsha" bởi Yoasobi          | Đề cử         | [ 152 ]         |
| 2025 | Anime Trending Awards lần thứ 11 | Bài hát chủ đề mở đầu của năm   | "Yūsha" bởi Yoasobi          | Vị trí thứ 7  | [ 156 ] [ xii ] |
| 2025 | Anime Trending Awards lần thứ 11 | Bài hát chủ đề mở đầu của năm   | "Sunny" bởi Yorushika        | Đề cử         | [ 156 ] [ xii ] |
| 2025 | Anime Trending Awards lần thứ 11 | Bài hát chủ đề kết thúc của năm | "Anytime Anywhere" bởi Milet | Vị trí thứ 2  | [ 156 ] [ xii ] |

## Các hoạt động nổi bật liên quan

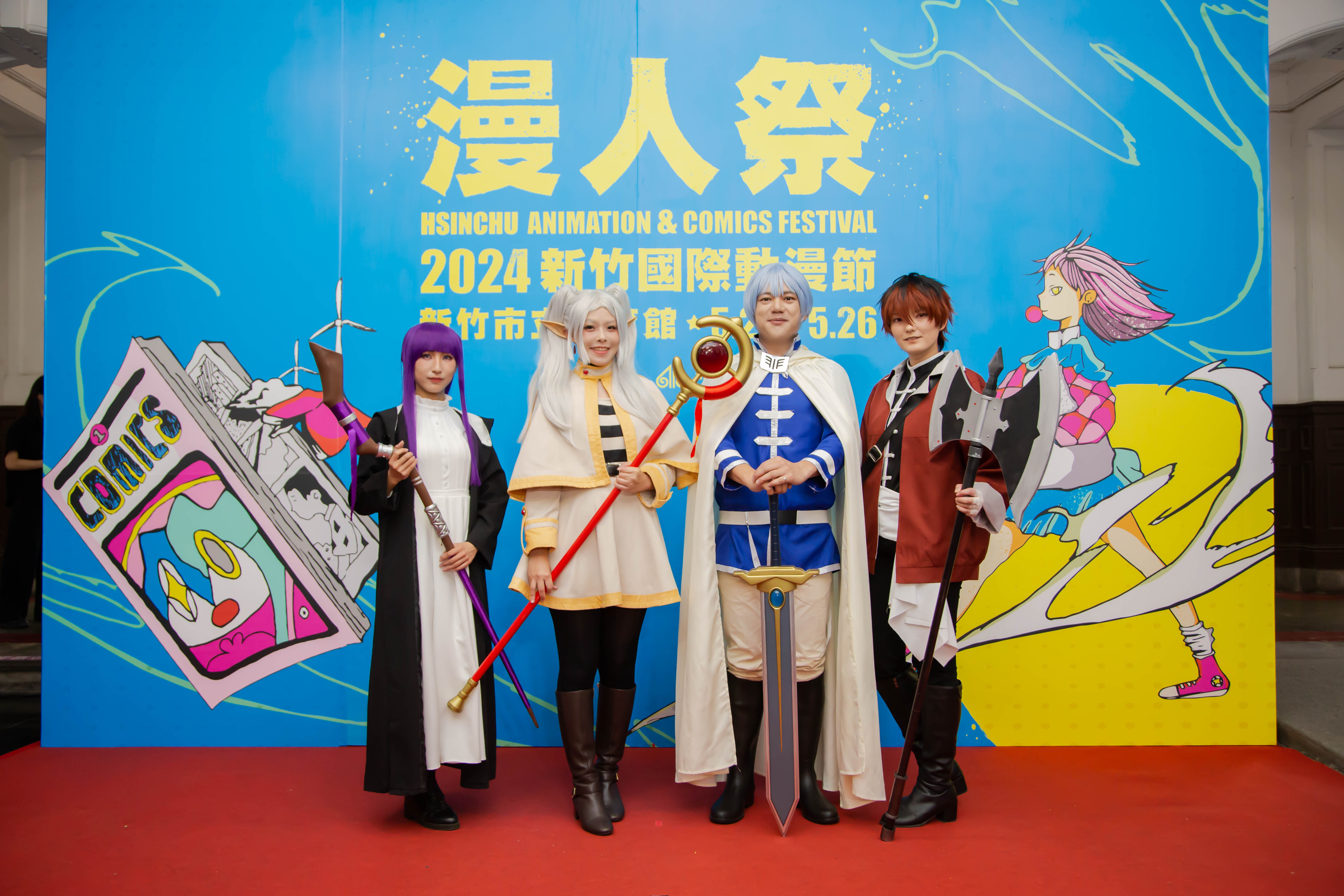
Thị trưởng thành phố Tân Trúc Cao Hồng An (thứ hai từ trái sang) cosplay nhân vật Frieren. Phó thị trưởng thành phố Khâu Thần Viễn (thứ hai từ phải sang) cosplay thành nhân vật Himmel.

- Monster Strike

Một chương trình hợp tác giữa tựa game Monster Strike và Frieren – Pháp sư tiễn táng đã được thông báo vào ngày 4 tháng 4 năm 2024.
- Kyoutou Kotoba RPG: Kotodaman [ja]

Một chương trình hợp tác giữa tựa game Kyoutou Kotoba RPG: Kotodaman và Frieren – Pháp sư tiễn táng đã được thông báo vào ngày 27 tháng 8 năm 2024.
- Real Escape Game

Vào tháng 4 năm 2024, Real Escape Game của Scrap đã công bố việc tạo ra một phòng thoát hiểm dựa trên bộ truyện, mang tên "Escape from the Millennium Dream".
- GranSagaIdle: KNIGHTSxKNIGHTS

Một sự kiện hợp tác giữa GranSagaIdle: KNIGHTSxKNIGHTS và Frieren – Pháp sư tiễn táng đã được diễn ra vào ngày 11 tháng 6 năm 2024.

### Dịch thuật
1. ↑  dịch: Chàng giáo sư cô độc và cô gái robot ở miền đất hư vô
2. ↑  dịch: Frieren: Tàn tích của những người đã khuất
3. ↑  dịch: Sách tranh chính thức dành cho người hâm mộ Frieren – Pháp sư tiễn táng
4. ↑  dịch: Tuyển tập tranh minh họa Tập 1: Hành trình của Frieren
5. ↑  dịch: Frieren – Pháp sư tiễn táng ～Tiền khúc～
6. ↑  dịch: Frieren ở nhà bếp
7. ↑  dịch: Những chuyến phiêu lưu của dũng sĩ Himmel
8. ↑  dịch: Frieren muốn tìm hiểu thêm về con người
9. ↑  dịch: Nhật ký phiêu lưu của dũng sĩ Himmel
10. ↑  dịch: Những chuyến đi phiêu lưu khác của Frieren
11. ↑  dịch: Frieren – Pháp sư tiễn táng ~Ma thuật ngôn từ~
12. ↑  dịch: Bảng xếp hạng Đĩa đơn Tổng hợp Oricon
13. ↑  dịch: Chương trình hoạt hình Nhật Bản ăn khách
14. ↑  dịch: Đĩa đơn kỹ thuật số Nhật Bản
15. ↑  dịch: Thoát khỏi Giấc mơ Thiên niên kỷ